# Valpelline (Gemeinde)
Valpelline ist eine italienische Gemeinde in der autonomen Region Aostatal. Die Gemeinde zählt 588 Einwohner (Stand 31. Dezember 2023), liegt auf der orographisch linken Seite der Dora Baltea auf einer mittleren Höhe von 960 m ü. NN und verfügt über eine Größe von 16 km².

## Geografie
Durch das Tal fließt der Buthier.
Die Nachbargemeinden heißen Doues, Ollomont, Oyace, Quart, Roisan, Saint-Christophe.

## Geschichte
Sehenswert sind die Pfarrkirche Hl. Pantaleon aus dem 18. Jahrhundert mit wertvollen Kunstwerken sowie das Casaforte La Tour de Valpelline.
Während der Zeit des Faschismus trug das Dorf den italianisierten Namen Valpellina.
Benannt ist das Tal nach dem Pass Grosser St. Bernhard, der in der Antike Poeninum iugum hieß und auf dem der Gott Poeninus verehrt wurde.

## Persönlichkeiten
- Joseph-Marie Henry (1870–1947), Geistlicher, Historiker, Botaniker, Alpinist